# Victor J. Brunclair
Victor Brunclair, né à Anvers le 18 octobre 1899 et mort au camp de concentration de Lagelund, au Schleswig-Holstein, le 21 novembre 1944, est un activiste flamand, également poète, critique littéraire, essayiste et romancier de langue néerlandaise.  Il écrit aussi sous les pseudonymes de Geert Bardemeyer, de J.  Fikkens et de Lirio.

## Biographie
Brunclair débute en 1915 avec des poèmes lyriques dans la revue De Goedendag (Le Godendac), où, en 1917, et comme Paul van Ostaijen et Gaston Burssens, il évolue vers l'expressionnisme humanitaire dans le sillage d'un Werfel.  Au début, il agit en tant qu'essayiste virulent, entre autres dans la revue Opstanding (Résurrection), l'organe des groupes flamands créés à l'instar du mouvement autour de la revue française Clarté.  Sous l'influence du mouvement de Henri Barbusse et du groupe d'action (« Aktionsgruppe ») allemand (Kurt Hiller, Ludwig Rubiner), il développe ses idées humanitaires et activistes.  En septembre 1919, il est cofondateur de la revue Ruimte (Espace).
Dans Ruimte, il traite la problématique artistique.  Il y condamne l'« impressionnisme » et « le mauvais goût bourgeois », mais aussi l'esthétisme « (« estheterij ») de Mondrian.  De Van Gogh, de Cézanne, de Picasso, de Léger, des frères Floris et Oscar Jespers, de Paul Joostens et de Jozef Peeters admire-t-il en revanche l'art « dynamique », qu'il décrit avec une terminologie empruntée à Van Ostaijen.  C'est dans Opstanding qu'il peut se prononcer sur ses opinions politiques, notamment dans des articles militants comme Rondom Clarté (Autour de Clarté), Maatschappelijke kunst (L'Art social), Toekomstmuziek (Beaux projets) et Weg met de Blauwvoeterij (À bas le mouvement de la Mouette orageuse !), où il incite à la politisation, la démocratisation et la socialisation du mouvement flamand dans un contexte international : « Pendant trop longtemps, le peuple flamand a été dirigé par des amateurs de la philologie germanique. »  Vers la même époque, il se détourne d'un humanisme assez vague, holiste et idéaliste, le « Menschheits- und Allgefühl » à la Werfel, pour se rapprocher de l'Aktivismus allemand.  L'essai Distinguos, de 1921, est le résultat de cette réflexion politique : « S'il ne s'appuie pas sur une politique réaliste, tout ce bavardage sur le monde du futur ne représente que des sottises.  Bon pour les fanatiques et les dilettantes de l'humilité,. »
Après la disparition de la revue Ruimte, il devient collaborateur régulier de la revue Vlaamsche Arbeid (Labeur flamand).  C'est surtout dans ce dernier périodique qu'il défend, par des critiques vives et parfois provocatrices, le modernisme et la théorie de la poésie organique et expérimentale.
En 1926 paraît De dwaze rondschouw (Le Panorama idiot) qui constitue le seul recueil de poésie unanimiste que l'expressionnisme flamand nous a laissé, exception faite du Sienjaal (Le Signal) de Van Ostaijen, un ouvrage qui a sans aucun doute fortement influencé Brunclair ; en 1928, il écrit d'ailleurs un remarquable In Memoriam Van Ostaijen.
En 1929 paraît le roman chaotique De monnik in het westen (Le Moine de l'Occident), où l'auteur essaie de s'exprimer de façon visionnaire sur le rêve de la révolution mondiale et la volonté de la spiritualisation de la vie, dont émane l'humanitarisme.  Après 1930, Brunclair se consacre surtout à l'écriture de pièces radiophoniques et de théâtre, restées au stade de manuscrit.  En 1936, il fonde la revue humaniste de gauche Getuigenis (Témoignage), qui ne connaîtra que deux fascicules comprenant trois numéros, où il attaque en particulier le fascisme et le nazisme.  Dans le même esprit de lutte pour la liberté de l'esprit humain, il publie l'essai antifasciste Het heilig handvest (La Charte sacrée).  Les recueils de poésie de cette époque, dont la Camera Lucida (Chambre claire) de 1937, apportent une forme de poésie plus traditionnelle mais purifiée.  En outre, Brunclair traduit l'Opéra de quat'sous de Bertolt Brecht (1934).
Dans l'essai Het heilige handvest, il vitupère contre « Mussolini, Hitler, Staline, bâtisseurs d'empire par l'effusion de sang » ; il y attaque aussi l'attitude pro-allemande de certains de ses compatriotes et y présente notre siècle comme celui de l'universalisme, un idéal qui doit être atteint par la voie de l'humilité, de la foi dans la vie, du sacrifice à l'esprit et de l'inviolabilité de la force créatrice de chaque homme, produit de la création.
En décembre 1942, une querelle, jamais complètement tirée au clair, entre Hendrik Diels et Victor Brunclair, alors secrétaire de presse de l'Opéra royal flamand d'Anvers, mène à l'arrestation de ce dernier par la Gestapo.  En effet, Diels a accusé l'ancien activiste Brunclair de lui avoir envoyé une lettre de menace de mort.  Si on ne connaît aucun acte réel de résistance de sa part commis pendant l'occupation, Brunclair s'est toutefois investi dans la lutte antifasciste pendant les années 1930, entre autres avec son Heilig handvest de 1937.  Déporté, il mourra des séquelles de la dysenterie au camp de concentration de Lagelund.

## Ressources

### Œuvre
- Gedrang: tijdrevue (Cohue : revue de l'époque, pièce de théâtre de 1921)[10]
- De gevallen ster (L'Étoile déchue, comédie satirique burlesque)[10],[11]
- De wals van middernacht (La Valse de minuit, pièce de théâtre satirique de 1926)[10],[11]
- De dwaze rondschouw (Le Panorama idiot, recueil de poésie de 1926)
- De monnik in het westen (Le Moine de l'Occident, roman de 1929)
- Sluiereffekten (Fading, recueil de poésie de 1936)
- Camera lucida (Chambre claire, recueil de poésie de 1937)
- Het heilig handvest (La Charte sacrée, essai de 1937)
- Openbare spreekcel (Cabine téléphonique publique, recueil de poésie de 1940)